# Подкук
Подкук (итал. Piedicucco) је насеље у континенталном делу Истарске жупаније у Републици Хрватској. Административно је у саставу Града Бузета.

## Становништво
Према задњем попису становништва из 2001. године у насељу Подкук живео је 1 становник који је живео у 1 непородичном домаћинству.
Кретање броја становника по пописима 1857—2001.
| година пописа  | 1857. | 1869. | 1880. | 1890. | 1900. | 1910. | 1921. | 1931. | 1948. | 1953. | 1961. | 1971. | 1981. | 1991. | 2001. |
| бр. становника | 170   | 184   | 63    | 65    | 55    | 65    | 937   | 914   | 47    | 43    | 32    | 22    | 6     | 3     | 1     |

- Напомена:Од 1948. до 1971. исказивало се под именом Поткук. У 1857, 1869, 1921. и 1931. садржи податке за насеља Јуричићи, Маринци и Пенгари, а у 1921. и 1931. податке за насеља Пеничићи, Подребар, Продани и Свети Донат. У 1857. и 1869. садржи део података за насеље Подребар.